# Анастасьева, Ирина Михайловна
Ирина Михайловна Анастасьева (род. 22 апреля 1940, Москва) — профессор кафедры камерного ансамбля и квартета Российской академии музыки имени Гнесиных, пианист, музыковед. Заслуженная артистка РСФСР (1984). Заслуженный деятель искусств Российской Федерации (1997). 

## Биография
Родилась 22 апреля 1940 года в Москве, в семье музыкантов. Воспитанница музыкальной школы и государственного музыкально-педагогического института имени Гнесиных, где ее преподавателями были выдающиеся учителя и музыканты: Г.Г.Нейгауз, В.В.Листова, Б.М.Берлин, А.Д.Готлиб, Л.Е.Брумберг, Е.М.Славинская. Студенткой IV курса института, начала деятельность концертмейстера на кафедрах скрипки и альта в колледже, а затем и в институте имени Гнесиных.
В 1964 году, завершив обучение с отличием, стала преподавать на кафедре камерного ансамбля в родном институте. За время своей педагогической деятельности она подготовила более 300 специалистов различных музыкальных средних и высших учебных заведений страны. Многие из её студентов отмечены почетными званиями и наградами, становились лауреатами международных музыкальных конкурсов. Преподаёт такие дисциплины как: «Фортепианный ансамбль», «Камерный ансамбль», «Клавир в ансамблевых сочинениях XVIII века».
С 1985 по 2000 годы Ирина Анастасьева работала в должности проректора по учебной работе Российской Академии музыки имени Гнесиных.
Более 30 лет Ирина Михайловна осуществляла и активную исполнительскую деятельность. В 1984 году она была отмечена государственным званием «Заслуженная артистка РСФСР».
Как музыкант–ансамблист организовывала совместные концертные выступления с выдающимся исполнителем современности Мстиславом Ростроповичем. Много гастролировала с известными инструменталистами: В.Тонха, Ф.Лузановым, В.Сараджяном, К.Георгиан, М.Монигетти, М.Майским, А.Киселевым, Т.Ременниковой и многими другими.
С участием Анастасьевой произведены записи музыкальных произведений фирмой «Мелодия» на компакт-диски, в фонды Гостелерадио записаны более 30 произведений. Под редакцией Ирины Анастасьевой было издано 9 выпусков «Хрестоматии фортепианных ансамблей». В 2009 году издательство «Классика XXI век» включило в сборник «Хрестоматия по фортепианному ансамблю» одно из её переложений произведений Ф.Шуберта для фортепиано в 4 руки.
Анастасьева является автором программы «Камерный ансамбль» по специальности «Инструментальное исполнительство» для высших музыкальных заведений.
Неоднократно участвовала в работе жюри на международных и региональных конкурсах камерных ансамблей, таких как: Международный молодежный конкурс камерных ансамблей имени Гнесиных, Международный конкурс камерных ансамблей имени С.И.Танеева, Региональные конкурсы в городах Тамбове, Белгороде, Волгограде.
В 2004 году музыковед стала лауреатом премии общественного фонда «Русское исполнительское искусство».
С 2000 года Ирина Михайловна является членом попечительского Совета в благотворительном фонде поддержки творческих инициатив «Лир».

## Звания и награды
- 1984 – Заслуженная артистка РСФСР,
- 1997 – Заслуженный деятель искусств Российской Федерации.